# Cheiraster diomediae
Cheiraster diomediae är en sjöstjärneart som beskrevs av Fisher 1917. Cheiraster diomediae ingår i släktet Cheiraster och familjen nålsjöstjärnor.
Artens utbredningsområde är Filippinerna. Inga underarter finns listade i Catalogue of Life.